# Gridiron football

Współczesne boisko do futbolu amerykańskiego.

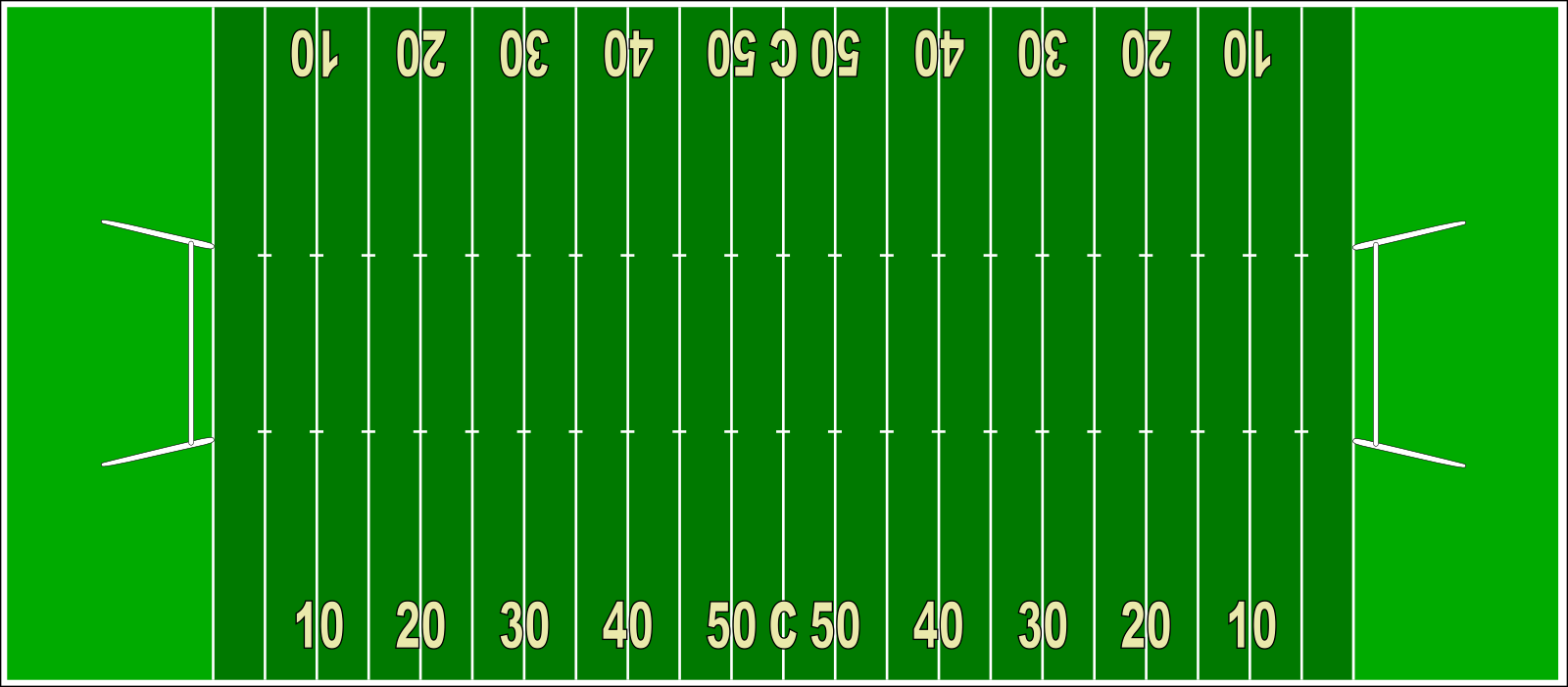
Współczesne boisko do futbolu kanadyjskiego.

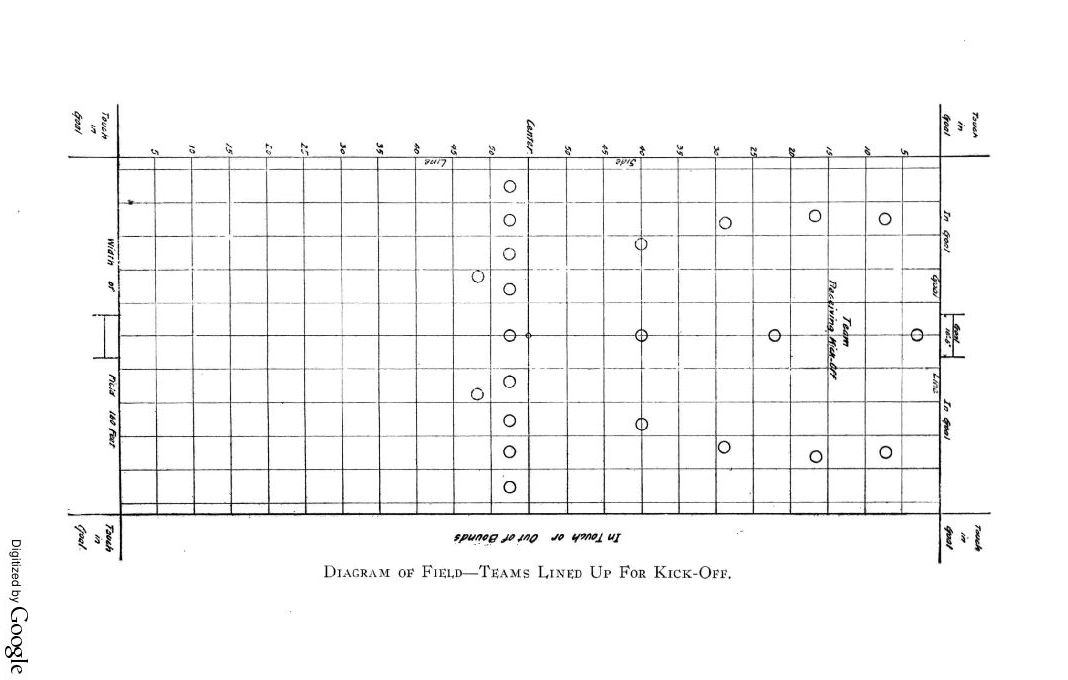
Boisko do futbolu amerykańskiego w 1904 roku.

Gridiron football (pol. futbol rusztowy) - nazwa gier futbolowych z Ameryki Północnej. Głównymi formami są futbol amerykański i futbol kanadyjski.
Nazwa „ruszt” pochodzi od wyglądu boisk, które do początku lat 20. XX wieku oznaczone były serią równoległych linii na wzór przypominający ruszt. Oznakowanie to zostało porzucone na rzecz wymalowanych w poprzek boiska w odstępie 5 jardów linii jardów, ale określenie „ruszt” pozostało.
Gridiron football powstał pod koniec XIX wieku z rugby i piłki nożnej. Wyróżnia się od innych gier futbolowych następującymi zasadami: linia wznowienia gry, podanie do przodu, próba oraz używaniem sprzętu ochronnego: naramienników futbolowych oraz kasku futbolowego.

## Odmiany
- Futbol amerykański
- Futbol kanadyjski
- Futbol halowy
- Futbol dotykowy
- Futbol flagowy
- Futbol 6-osobowy
- Futbol uliczny